# ماسيمو سيلفا
ماسيمو سيلفا (بالإيطالية: Massimo Silva)‏ (24 أغسطس 1951 بينارولو بو إيطاليا - ) هو لاعب كرة قدم إيطالي يلعب كمهاجم.